# Дзвінок (фільм, 2002)
«Дзвінок» (англ. The Ring; США, 2002) — американський ремейк японського фільму жахів «Дзвінок», знятий режисером Гором Вербінскі. У США фільм зібрав $ 129 128 133, в інших країнах світу $ 120 220 800, що в цілому склало $ 249 348 933. Прем'єра фільму відбулася 2 жовтня 2002 року.

## Сюжет
Рейчел Келлер (Наомі Воттс) працює журналісткою. На прохання матері Кеті Ембрі вона розслідує загадкову серію смертей чотирьох підлітків (Кеті — в тому числі) на Північно-Західному узбережжі. Ребекка (подруга Кеті) бачила її смерть, через що потрапила в психіатричну клініку.
Рейчел дізнається, що всі підлітки померли після перегляду відеоплівки зі страшними кадрами і телефонного дзвінка невідомого, що пророкує людині смерть через тиждень. Після того, як Рейчел переглядає плівку і бачить те, що на ній записано, вона бере в помічники свого колишнього чоловіка Ноа (Мартін Хендерсон), який повинен захистити її з їхнім сином Ейденом (Девід Дорфман). У їхньому розпорядженні всього сім днів, щоб розгадати цю загадку. В іншому випадку на них чекає неминуча смерть їх обох і хлопчика Ейдена, який теж переглянув копію злощасної касети через кілька днів і скаржився на те, що іноді бачить «дівчинку з чорним волоссям» (пізніше в нього були й інші видіння). Незабаром вони дізнаються про подружжя Анни й Річарда Морґан, які вбили свою прийомну дочку Самару (Дейві Чейз), втопивши її в колодязі: вони аргументували це тим, що «дівчинка вбивала цуценят, мучила матір». Справжня мати Самари збожеволіла під час вагітності. (цікаво, що коли Самара була зовсім маленькою, вона «майже не плакала, але коли її купали, вона ревіла так, ніби настає кінець світу»). Анна теж позбулася розуму, побачивши дух Самари, і покінчила з собою: це видно із запису на «страшній плівці».
Проходить час, і Самара вбиває Ноа. Наприкінці Самара замучила Рейчел настільки, що в неї почалася істерика: Рейчел стала розбивати прокляту касету об підлогу з криками «Чого ти хочеш?!». Героїня намагається зрозуміти, що зробила вона, чого не зробив Ноа; чому вона пережила сьомий день, а її друг — ні. І тут, абсолютно випадково їй на очі потрапляє зроблена нею копія касети. Тільки тоді Рейчел розуміє, що прокляття обійшло її стороною, бо вона зробила цю копію і показала її Ноа, тобто привела його в якості жертви. В останній сцені ми бачимо, як Рейчел допомагає Ейденові переписати касету. Ейден запитує: «Що буде з людиною, якій ми це покажемо?». На що Рейчел відповідає: «З тобою буде все гаразд»…

## У ролях
- Наомі Воттс — Рейчел Келлер- журналістка, мати Ейдана
- Мартін Гендерсон — Ноа- батько Ейдана
- Девід Дорфман — Ейден Келлер- син Рейчел і Ноа
- Дейві Чейз — Самара Морган- проклятий привид 8-річної дівчинки
- Ембер Темблін — Кеті Ембрі- племінниця Рейчел і двоюрідна сестра Ейдана
- Браян Кокс — Річард Морган- батько Самари
- Рейчел Белла — Беккі Котлер- подруга Кетті

## До початку зйомок
Творцями фільму передбачалося, що у фільмі візьме участь Кріс Купер в ролі дітовбивці. Його ім'я фігурувало в рекламі фільму і на офіційному сайті, проте він так і не знявся, його обличчя можна лише бачити на фотографії в газеті наприкінці фільму. На роль Рейчел претендували Дженніфер Коннеллі, Гвінет Пелтроу та Кейт Бекінсейл.

## Зйомки
Зйомки фільму проходили в період з 1 листопада 2001 по 5 квітня 2002 року. Для зйомок маяка на острові Моеско використовувався реально чинний маяк, розташований у Ньюпорті (Орегон). Побудований він був у 1873 році. У фільмі можна побачити японський клен, однак дерево не справжнє, а штучне, до того ж воно неодноразово доставляло знімальній групі незручності тим, що часто падало і його доводилося піднімати.

### Вирізані сцени
У сцені коли Ноа і Рейчел повертаються в кемпінг під дорожнім покажчиком «Shelter Mountain Inn» можна бачити нову табличку «Closed until further notice» («Закрито до подальших розпоряджень») — вона залишилася від вирізаної сцени, в якій керівник кемпінгу помирав від перегляду відеозапису, а кемпінг після цього закривався.

## Вихід і прокат фільму
Під час прокату фільму в американських кінотеатрах в перший тиждень кожен з глядачів на своєму місці виявляв відеокасету з «проклятим записом». Надалі цей запис був включений як бонус в офіційне видання DVD фільму. Для реклами фільму люди з DreamWorks розкидали по вулицях Лос-Анджелеса відеокасети з «проклятим записом». Для цих же цілей в інтернеті були створені кілька сайтів, з тематикою легенди фільму.

### Офіційне DVD видання фільму
В офіційне DVD видання фільму було включено «проклятий запис», який мав певну особливість — при його перегляді не можна було перейти до меню диска, перемотати, зупинити або зробити паузу під час показу запису. Управління над диском повертається тільки після закінчення запису, наприкінці ж звучить два телефонних дзвінка. Дане DVD видання всього за добу було розпродано в США в кількості близько 2 мільйонів примірників.

## Відсилання у фільмі
Кільце на логотипі кіностудії DreamWorks на початку фільму відсилає до оригінального японського фільму Дзвінок. У фільмі існує відсилання до гурту Bad Religion — на шафі Ноа можна бачити чорно-червоний стикер з найменуванням гурту. Варто зазначити, що в 1994 році Гор Вербінскі зняв для гурту відеокліп «American Jesus». Плоди японського клена, котрий можна побачити у фільмі, іменуються самара — відсилання до імені злого духа у фільмі. Крім відеокасети з «проклятим записом» на полиці є такі фільми: «Вщент» (1991), «Запах жінки» (1992), «Сталеві магнолії» (1989), «Содом і Гоморра» (1962), «Сімейна змова (фільм)» (1976), «Спонтанне загоряння»(1990), Людина зі сніжної річки"(1982) і «Шкільні пута»(1992).

## Зв'язок та відмінності від оригіналу
Фільм, хоч і є рімейком японської кінострічки Дзвінок, має деякі свої нововведення, зв'язку та відмінності. Так початкова сцена фільму була трохи подовжена, сюжет став зрозумілішим. Були внесені зміни до самого «проклятого відеозапису» — на ньому тепер можна бачити кров, що тече з носа людини, процес відригування мотузки — елементи, яких не було в оригінальній картині. Також були введені сцени за участю коней.

## Особливості фільму
Протягом усього фільму Рейчел використовує маркер марки Sensa. Художник-постановник фільму Том Даффілд, за його власними словами, знаходив натхнення в роботах Ендрю Ваєт. Бюджет рімейку перевищує бюджет оригіналу десь у 40 разів. В деякі сцени фільму були вставлені кадри, що впливають на підсвідомість людини, наприклад: перед сценою з конем, що загинув.

## Українське багатоголосе або двоголосе закадрове озвучення

### Українське двоголосе закадрове озвучення студії «1+1» (2005)
Українською мовою озвучено телеканалом 1+1 у 2005 році
Ролі озвучили: Олесь Гімбаржевський та Лариса Руснак

### Українське багатоголосе закадрове озвучення телеканалу «Новий Канал» (2012)
Українською мовою озвучено телеканалом Новий Канал у 2012 році
Ролі озвучили: Олена Яблучна, Наталя Поліщук та Анатолій Пашнін

### Українське багатоголосе закадрове озвучення студії «Так Треба Продакшн» (2014)
Українською мовою озвучено студією Так Треба Продакшн
Показували по НТН та Інтер
Ролі озвучили: Олена Бліннікова, Світлана Шекера, Дмитро Терещук та Роман Семисал

## Нагороди та номінації
Премія каналу MTV 2003
Найкращий лиходій (Дейві Чейз) (перемога)
- Найкращий фільм (номінація)

## Продовження історії
- «Дзвінок 2»
- «Дзвінки (фільм, 2017)»